# 接口 (Java)
介面（英語：Interface），在Java程式語言中是一個抽象型別（Abstract Type），它被用來要求類別（Class）必須實作指定的方法，使不同類別的物件可以利用相同的界面進行溝通。介面通常以interface來宣告，它僅能包含方法簽名（Method Signature）以及常數宣告（變數宣告包含了 static 及 final），一個介面不會包含方法的實作（僅有定義）。在Java 8之后，被放宽为允许定义默认方法——在接口具体实现方法，和类静态方法。
介面無法被实例化，但是可以被實作。一個實作介面的類別，必須實作介面內所描述的所有方法，否則就必須宣告為抽象類別（Abstract Class）。另外，在Java中，介面型別可用來宣告一個變數，他們可以成為一個空指標，或是被綁定在一個以此介面實現的物件。
其中一個使用介面的優勢是，可以利用他們模擬多重继承，類別在JAVA中不允許多重继承，所有在JAVA中的類別必須而且僅能有一個父類別，而java.lang.Object（JAVA型別系統中最頂層的型別）是唯一一個例外。
JAVA的類別可以被實作許多個介面，然而一個介面則無法實作其他的介面。

## 概觀
介面被用來統一類別的共通行為，當不同的類別需要進行資訊共享時，是不需要特別去建立類別間的關係。舉例來說，一個人（Human）及一隻鸚鵡（Parrot）都會吹口哨（whistle），然而Human及Parrot不應該為Whistler的子類別，最好的做法是令他們為Animal的子類別，而他們可以使用Whistler的介面進行溝通。
還有一種介面的使用方法，則是當一個物件有實現特定介面時，我們使用它是不需要知道它的類別，例如，一個事物因為口哨的噪音影響到其他人，對於其他人而言，就不需要知道噪音來源是來自人還是鸚鵡，因為他們可以確定，一個會吹口哨的事物正在吹口哨。舉一個更實際的例子，排序算法可能會期待物件的型別是可以被Comparable的，於是它只需要知道物件的型別可以被以某種方式進行排序即可，這與物件的類別無關。whistler.whistle()將會呼叫物件的實現方法whistle，而不需要知道物件是以哪個類別來實現Whistler。
例如：
```
interface
 
Bounceable
 
{

      
void
 
setBounce
();
  
// 注意分號

                         
// 介面的方法（method）是公開（public）、抽象（abstract）、永遠不會是最尾端的型別（final）

                         
// 把它們想成只是個模型，所以沒有任何方法有被實現

                         

      
//以下语法在Java 8之后的版本是可行的，之前则编译错误

      
default
 
void
 
defaultMethod
(){
 

          
System
.
out
.
println
(
"defaultMethod"
);

          
setBounce
();
 
//可以调用同接口的实例方法

      
}

  
}

```

## 使用方法

### 介面的宣告
下列的語法為介面的宣告方式：
```
[
存取修飾
] interface 
介面名稱
 [extends 
其他的介面
] {
        
常數宣告

        
抽象方法宣告

}
```

介面的主體包含著抽象方法，但所有方法在介面內（定義上）都是抽象（Abstract）方法，所以abstract的關鍵字在介面內則不被需要。由於介面代表著一個對外行為的集合，所以任何方法在介面內都是public(公開的)。
所以，一個簡單的介面可以這麼寫
```
public
 
interface
 
Predator
 
{

       
boolean
 
chasePrey
(
Prey
 
p
);

       
void
 
eatPrey
(
Prey
 
p
);

}

```

介面內的成員皆為靜態（static）、final及公開（public），反之，他們可以成為任何類別或介面的型別
實現一個介面的語法，可以使用這個公式：
```
... implements 
介面名稱
[, 
其他介面
, 
其他的...
, ...] ...
```

類別可以用來實現介面，舉例來說
```
public
 
class
 
Lion
 
implements
 
Predator
 
{

        
public
 
boolean
 
chasePrey
(
Prey
 
p
)
 
{

               
// programming to chase prey p (specifically for a lion)

        
}

        
public
 
void
 
eatPrey
 
(
Prey
 
p
)
 
{

               
// programming to eat prey p (specifically for a lion)

        
}

}

```

如果一個類別實現了一個介面，而沒有實現介面的所有方法，則它必須被標注為abstract(抽象類別)。一個抽象類別的子類別必須實現它未完成的方法，假如該項子類別仍不會實現介面的所有方法，那麼該項子類別依然需要被標注為abstract。
類別可以同時實現多項介面
```
 
public
 
class
 
Frog
 
implements
 
Predator
,
 
Prey
 
{
 
...
 
}

```

介面通常被使用在Java程式語言，用來做回调函数使用。Java並不允许方法作為參數傳遞使用，因此，其中一個解決辦法則是可以定義一個介面，把這個介面當成方法的參數，以此來使用該項物件的方法簽名。

### 子介面
介面可以被延伸為數個不同的介面，可以使用上述所描述的方法，舉例來說：
```
 
public
 
interface
 
VenomousPredator
 
extends
 
Predator
,
 
Venomous
 
{

         
//介面主體

 
}

```

以上的程式片段是合法定義的子介面，與類別不同的是，介面允許多重繼承，而Predator 及 Venomous 可能定義或是繼承相同的方法，比如說kill(Prey prey)，當一個類別實現VenomousPredator的時候，它將同時實現這兩種方法。

## 範例
有些泛用的Java介面可供參考：
- Comparable 擁有一個方法compareTo，用以描述兩個物件是否相等，或是其中一個物件大於另外一個物件。泛型允許已經實現的類別，其物件可以用來互相比較。
- Serializable 是一個标记接口（marker interface），沒有任何方法或是成员，僅有一個空的主體，它被用來表示一個類別可以被序列化。它的Javadoc描述了他是如何運作，而且不需要被強制編程。

## 另見
- Mixin
- Traits

## 外部連結
- Skeletal Implementations in Java Explained （页面存档备份，存于）
- What Is an Interface? （页面存档备份，存于）
- Difference between a Java interface and a Java abstract class